# 高-魏恩海姆
高-魏恩海姆是德国莱茵兰-普法尔茨州的一个市镇。总面积3.91平方公里，总人口579人，其中男性301人，女性278人（2011年12月31日），人口密度148人/平方公里。